# 50
50（五十、ごじゅう、いそ、い、fifty）は自然数、また整数において、49の次で51の前の数である。

## 性質
- 50 は合成数であり、正の約数は 1, 2, 5, 10, 25, 50 である。
  - 約数の和は93。
    - このうち50を除いた約数の和は43であり不足数。
    - 約数の和が奇数になる12番目の数である。1つ前は49、次は64。
    - 約数関数から導き出される数列 {\displaystyle a_{n}=\sigma (a_{n-1})} はその初期値によって異なる数列になる。異なる数列になる9番目の初期値(最小の値)を表す数である。1つ前は49、次は52。(ただし1を除く)(オンライン整数列大辞典の数列 A257348)
- 50 = 12 + 72 = 52 + 52
  - 2つの平方数の和2通りで表せる最小の数である。次は65。(オンライン整数列大辞典の数列 A025285)
  - 2つの平方数の和 n 通りで表せる最小の数である。1つ前の1通りは2、次の3通りは325。(オンライン整数列大辞典の数列 A016032)
  - 50 = 12 + 72
    - 異なる2つの平方数の和で表せる14番目の数である。1つ前は45、次は52。(オンライン整数列大辞典の数列 A004431)
- 50 = 32 + 42 + 52
  - 連続する3つの数の平方数の和で表せる数である。1つ前は29、次は77。
    - 3連続平方和がハーシャッド数になる最小の数である。次は110。

  - 3つの平方数の和1通りで表せる26番目の数である。1つ前は49、次は53。(オンライン整数列大辞典の数列 A025321)
  - 異なる3つの平方数の和1通りで表せる13番目の数である。1つ前は49、次は53。(オンライン整数列大辞典の数列 A025339)
  - n = 2 のときの 3n + 4n + 5n の値とみたとき1つ前は12、次は216。(オンライン整数列大辞典の数列 A074547)
  - n から始まる n 連続整数の平方和で表せる数である。1つ前は13、次は126。(オンライン整数列大辞典の数列 A050410)
- 50 = 12 + (12 + 22) + (12 + 22 + 32) + (12 + 22 + 32 + 42)
  - 50は最初から4番目までの四角錐数の和である。1つ前は20、次は105。(オンライン整数列大辞典の数列 A002415)
- 1/50 = 0.02
  - 逆数が有限小数になる11番目の数である。1つ前は40、次は64。(オンライン整数列大辞典の数列 A003592)
- 23番目のハーシャッド数である。1つ前は48、次は54。
  - 5を基としたとき2番目のハーシャッド数である。1つ前は5、次は 140 。
- φ(n) = 50 をみたす自然数 n はないため、偶数の5番目のノントーティエントである。このような偶数では、1つ前は38、次は62。また、このような10の倍数では最小である。
  - 偶数のノントーティエントがハーシャッド数になる最小の数。次は90。
- 各位の和が5になる6番目の数である。1つ前は41、次は104。
- 各位の平方和が平方数になる16番目の数である。1つ前は43、次は60。(オンライン整数列大辞典の数列 A175396)
- 各位の積が0になる6番目の数である。1つ前は40、次は60。(オンライン整数列大辞典の数列 A011540)
- 九九で表せない5の倍数で最小の数。
- 50 = 2 × 52
  - n = 2 のときの n × 5n の値とみたとき1つ前は5、次は375。(オンライン整数列大辞典の数列 A036291)
  - n = 5 のときの 2n2 の値とみたとき1つ前は32、次は72。(オンライン整数列大辞典の数列 A001105)
  - 2つの異なる素因数の積で p2 × q の形で表せる7番目の数である。1つ前は45、次は52。(オンライン整数列大辞典の数列 A054753)
- 50 = 72 + 1
  - n = 2 のときの 7n + 1 の値とみたとき1つ前は8、次は344。(オンライン整数列大辞典の数列 A034491)
  - n = 7 のときの n2 + 1 の値とみたとき1つ前は37、次は65。(オンライン整数列大辞典の数列 A002522)
- 50 = 12 + 22 + 32 + 62
  - n = 2 のときの 1n + 2n + 3n + 6n の値とみたとき1つ前は12、次は252。(オンライン整数列大辞典の数列 A034488)
- n = 50 のとき n と n + 1 を並べた数を作ると素数になる。n と n + 1 を並べた数が素数になる7番目の数である。1つ前は42、次は56。(オンライン整数列大辞典の数列 A030457)

## 「五十」の読み
- 古来、「五十」は「い」と読んだ。崇神天皇の和風諡号である御間城入彦五十瓊殖天皇（みまきいりびこいにえのすめらみこと）、垂仁天皇の和風諡号である活目入彦五十狭茅天皇（いくめいりびこいさちのすめらみこと）はいずれも「五十」を「い」と読んでいる。また和歌山県和歌山市にある伊太祁曽神社では祭神である五十猛命を「いたけるのみこと」と読むとしている[1]。

- 五十日足彦命／五十日帯日子命（いかたらしひこのみこと）のように「五十日」を「いか」と読んだ。ここから「五十」を「いか」と読み、「五十嵐（いからし、いがらし）」「五十里（いかり）」等の表記が生まれた。五十日帯日子命を祀る新潟県三条市の五十嵐神社は全国の「五十嵐」姓の発祥の地とされている[2]。

- 万葉集には「五十日太（いかだ）」（五〇）「五十母不宿二（いも寝ずに）」（一七八七）「五十寸手（生きて）」（二九〇四）「五十戸常（言へど）」（六七四）のように「五十」を借訓仮名の「い」として用いた例が多数ある[3]。

- 「五十」は「いそ」とも読む。島根県大田市五十猛町や西日本旅客鉄道（JR西日本）山陰本線の五十猛駅はいずれも読みは「いそたけ」。また「五十」に接尾辞の「ぢ（路）」を付けて「いそぢ」と読み、50歳を表す。

## その他 50 に関連すること
- 50 の接頭辞：quinquaginti（拉）、pentaconta（希）
- ラテン語では quinquaginta（クィーンクァーギンター）。
- 100 の半分。そのため、百分率の習慣と関連して「半分」の意味で使われることが多い。例：「フィフティ・フィフティ」「五十歩（ごじっぽ）百歩」「明日の百より今日の五十」。
- 五十音：日本語の音の数。
- 五十州：アメリカ合衆国の州の数。
- アメリカ合衆国の50番目の州はハワイ州である。
- ローマ数字では 50 は L で表される。
- 50年祭には、金が記念品として使われたり、形容詞とされることが多い。たとえば、結婚50周年の祝いを金婚式という。
- 論語に由来する言葉で、50歳を知命という。
- 原子番号 50 の元素はスズ (Sn)。
- 偏差値で 50 は平均値を意味する。
- 第50代天皇は桓武天皇である。
- 日本の第50代内閣総理大臣は吉田茂である。
- 大相撲の第50代横綱は佐田の山晋松である。
- 第50代ローマ教皇はアナスタシウス2世（在位：496年11月24日～498年11月19日）である。
- 元日から日を数えた場合、2月19日で50日目を迎える。
- 国鉄50系客車は日本国有鉄道最後の新造客車である。
- 五十騎備は兵法の1種。
- 易占の六十四卦で第50番目の卦は、火風鼎。
- クルアーンにおける第50番目のスーラはカーフである。
- 12.7x99mm NATO弾 (.50 BMG) を使用するブローニングM2は「フィフティー・キャリバー」と呼ばれる。
- 日本野球機構（NPB）における現役最年長記録は、元中日ドラゴンズの投手・山本昌の50歳。
- 50 (アルバム)はリック・アストリーのアルバム。
- 50%はOfficial髭男dismの楽曲。